# نارك قاسمي (مقاطعة فسا)
نارك قاسمي (بالفارسية: نارک قاسمی) هي قرية تقع في Jangal Rural District في إيران. يقدر عدد سكانها بـ 29 نسمة بحسب إحصاء 2016.